# Oostvaardersplassen
Oostvaardersplassen es una reserva natural de la provincia de Flevoland, en los Países Bajos, que protege un área de unos 56 km². A pesar de ser relativamente joven (se encuentra en un pólder creado en 1968) ya posee relevancia internacional como un importante humedal europeo.
Oostvaardersplassen posee dos importantes zonas, una húmeda y otra seca. La zona húmeda se encuentra en la ribera del Markermeer, y tiene grandes extensiones de juncales sobre arcillas, donde a menudo de alimentan gansos. Entre las aves que residen en el área se encuentran el Cormorán grande, la Espátula común, la Garza blanca, el Águila marina de cola blanca y el Avetoro común.

## Historia
Antes de que se estableciera la reserva, la zona seca era un vivero de sauces, y durante los primeros años se podían observar cientos de retoños por cada metro cuadrado. Esto causó preocupación ya que la zona se hubiera convertido en una densa zona boscosa, reduciendo y afectando de manera importante el hábitat de las aves acuáticas. Para evitar este efecto, la administración del parque introdujo algunos grandes herbívoros de manera que el área permaneciera despejada, incluyendo caballos konik, ciervo rojo y ganado uro de Heck. Estos grandes animales forrajeros se mantienen sueltos a lo largo de todo el año sin ninguna alimentación adicional, y se les permite se comporten como animales salvajes (por ejemplo los machos no son castrados). El ecosistema que se ha desarrollado bajo su influencia se cree posee algunas similitudes con los ecosistemas que existían en los bancos de arena de los ríos europeos y deltas antes que las actividades del hombre los modificaran.

## Grandes herbívoros
Antes de que se extinguieran, en esta parte de Europa habitaban varios tipos de grandes herbívoros, entre los que se incluían el tarpán (caballo salvaje), el bisonte europeo, el ciervo rojo, el alce y uros (ganado salvaje). El tarpán y los uros se han extinguido, pero los caballos Konik y el ganado uro de Heck pueden actuar como equivalentes funcionales, ocupando el nicho que han dejado en el ecosistema. Los únicos grandes herbívoros que están ausentes actualmente en Oostvaardersplassen son el alce, el jabalí salvaje y el bisonte europeo. Es poco probable que se introduzca el alce, pero existen esperanzas que se traigan algunos ejemplares de bisonte europeo ya que ocupan en el ecosistema un espacio distinto del ocupado por el ganado. Existe alguna posibilidad que el jabalí salvaje acceda a la reserva migrando desde Veluwe.

## Procesos naturales

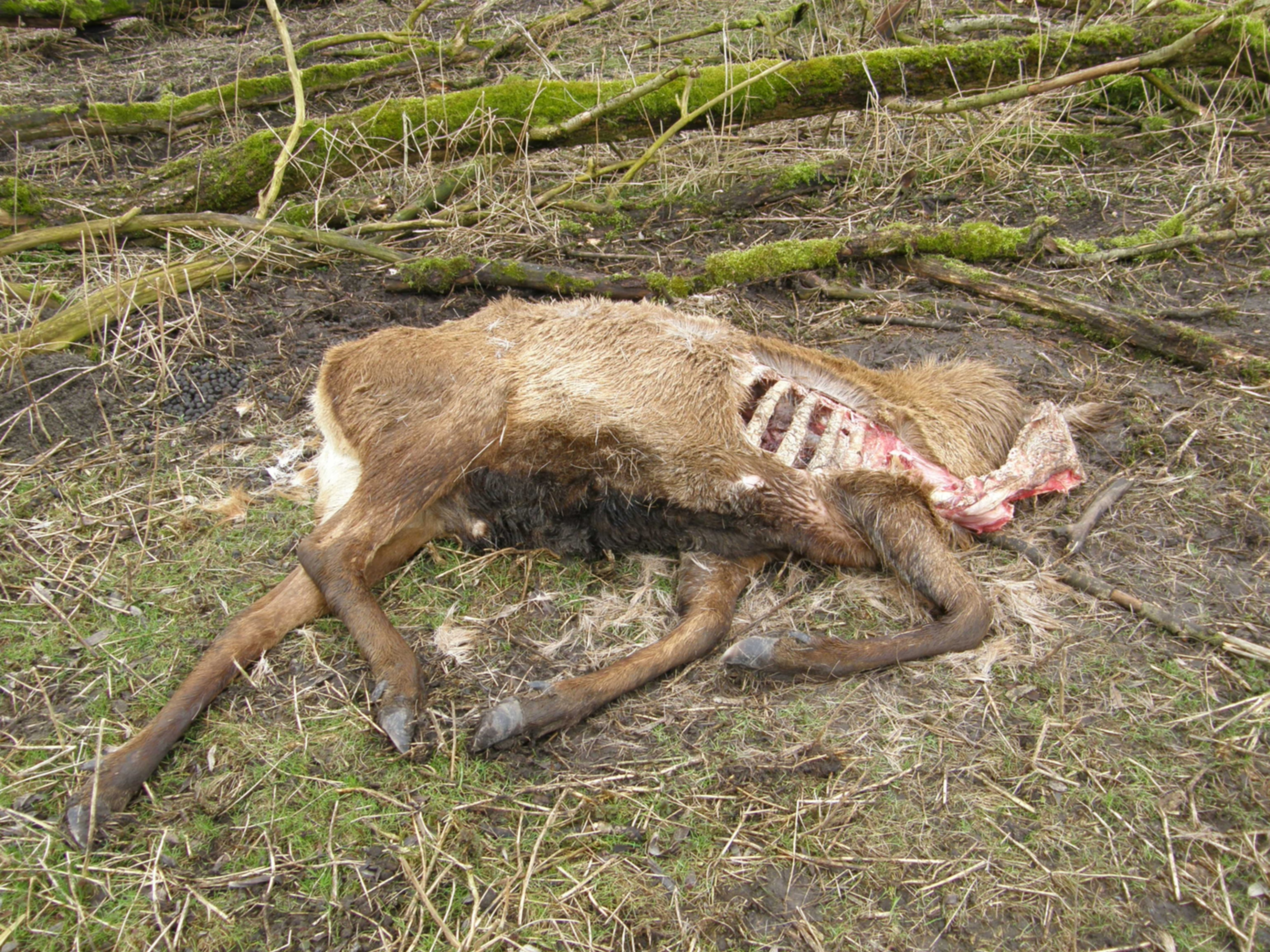
Carcasa de ciervo que murió durante el invierno.

Dado que Oostvaardersplassen se encuentra debajo del nivel del mar, ha sido necesario regular muchos de sus procesos naturales. Dado que las tierras húmedas han tenido un desarrollo tan espectacular, se ha construido un dique o terraplén a su alrededor para evitar el proceso de descenso del nivel del terreno a causa de la extracción del agua. Si bien esto produjo ciertas ventajas temporales, resultó en la creación de un cuerpo de agua sin conexiones con el resto del pólder, cuyos efectos negativos recién ahora se comienzan a comprender.
El ganado, los ciervos y los caballos se han multiplicado en Oostvaardersplassen. Sin embargo existe un límite a la cantidad de animales que el área puede alojar. En ausencia de depredadores naturales los guardafaunas deben controlar el tamaño de las poblaciones mediante la caza selectiva de animales. Es relativamente natural que entre el 30% al 60% de la población muera de esta manera. Luego de una reducción de las poblaciones, la vegetación puede regenerarse y dar lugar a la primera reforestación natural de la zona.

## Desarrollo a futuro
En varios aspectos Oostvaardersplassen es un área aislada; se encuentra en un pólder y actualmente no posee corredores que la conecten con otras reservas naturales. Dentro de los planes de desarrollo de la "estructura ecológica principal" de lo que se da en llamar "Oostvaarderswold" se creará una conexión con Horsterwold. De esta manera eventualmente los ciervos podrán desplazarse hasta Francia y Alemania. 

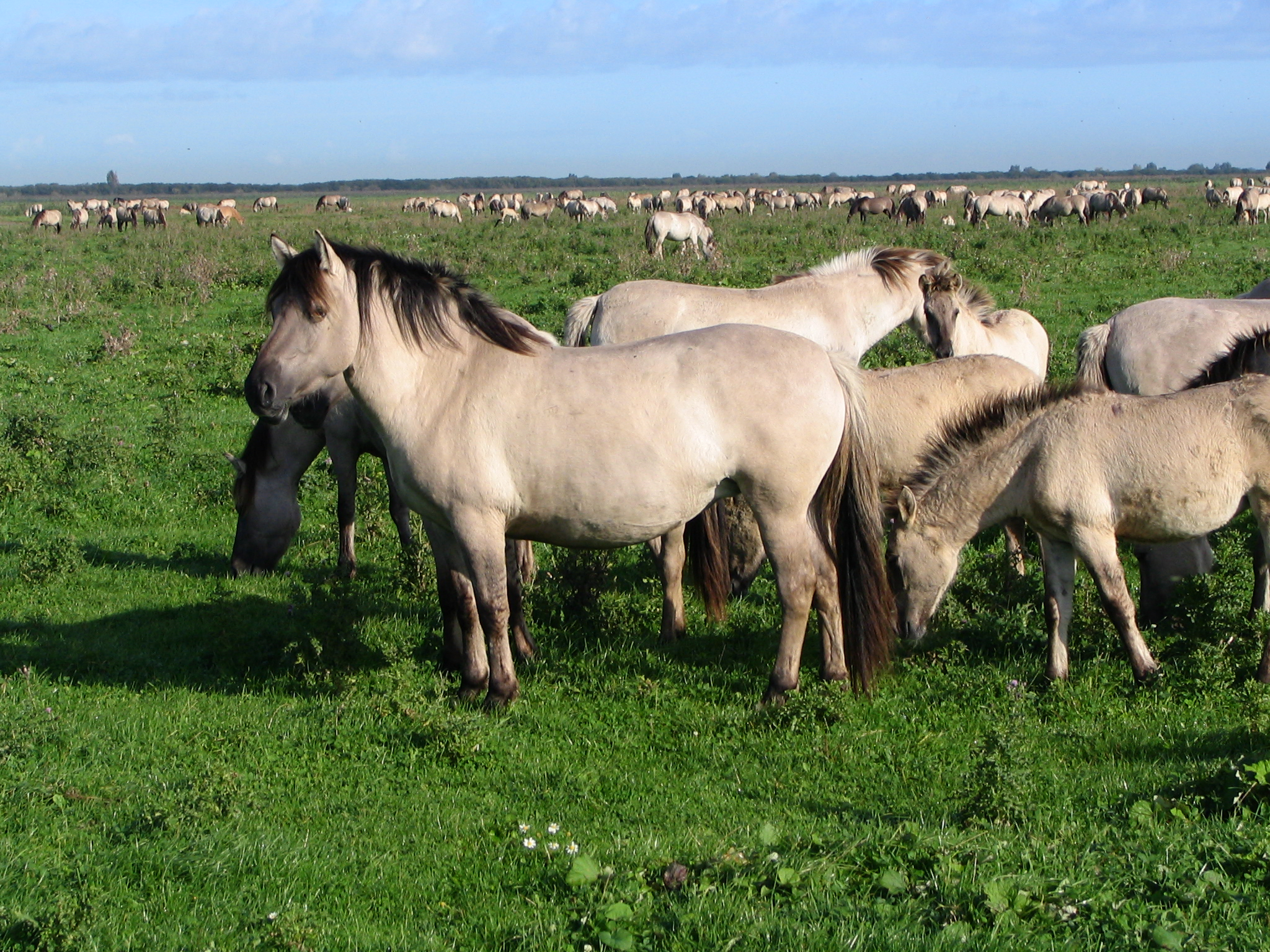
Caballos konik.
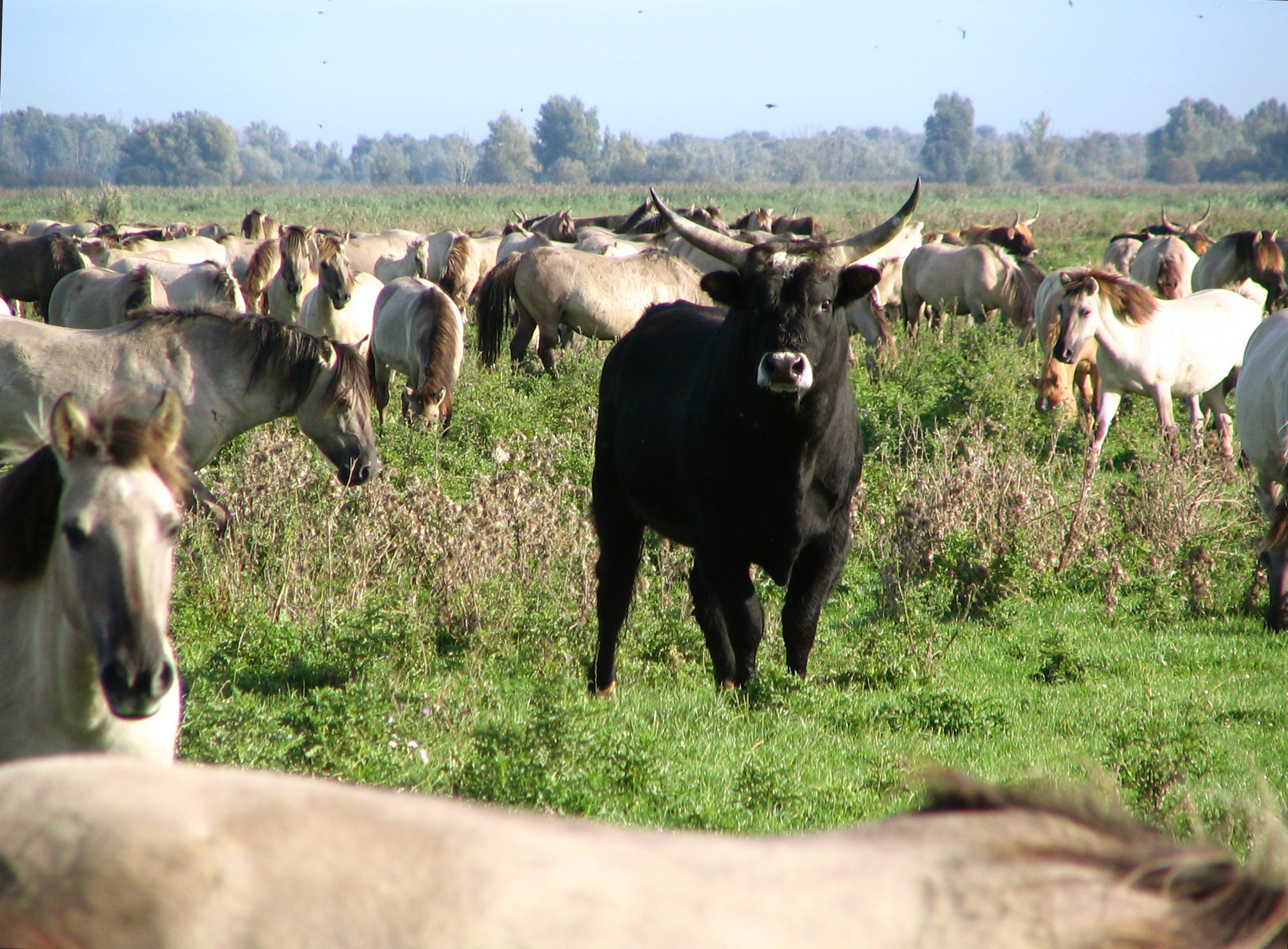
Un toro heck entre una manada de caballos konik.
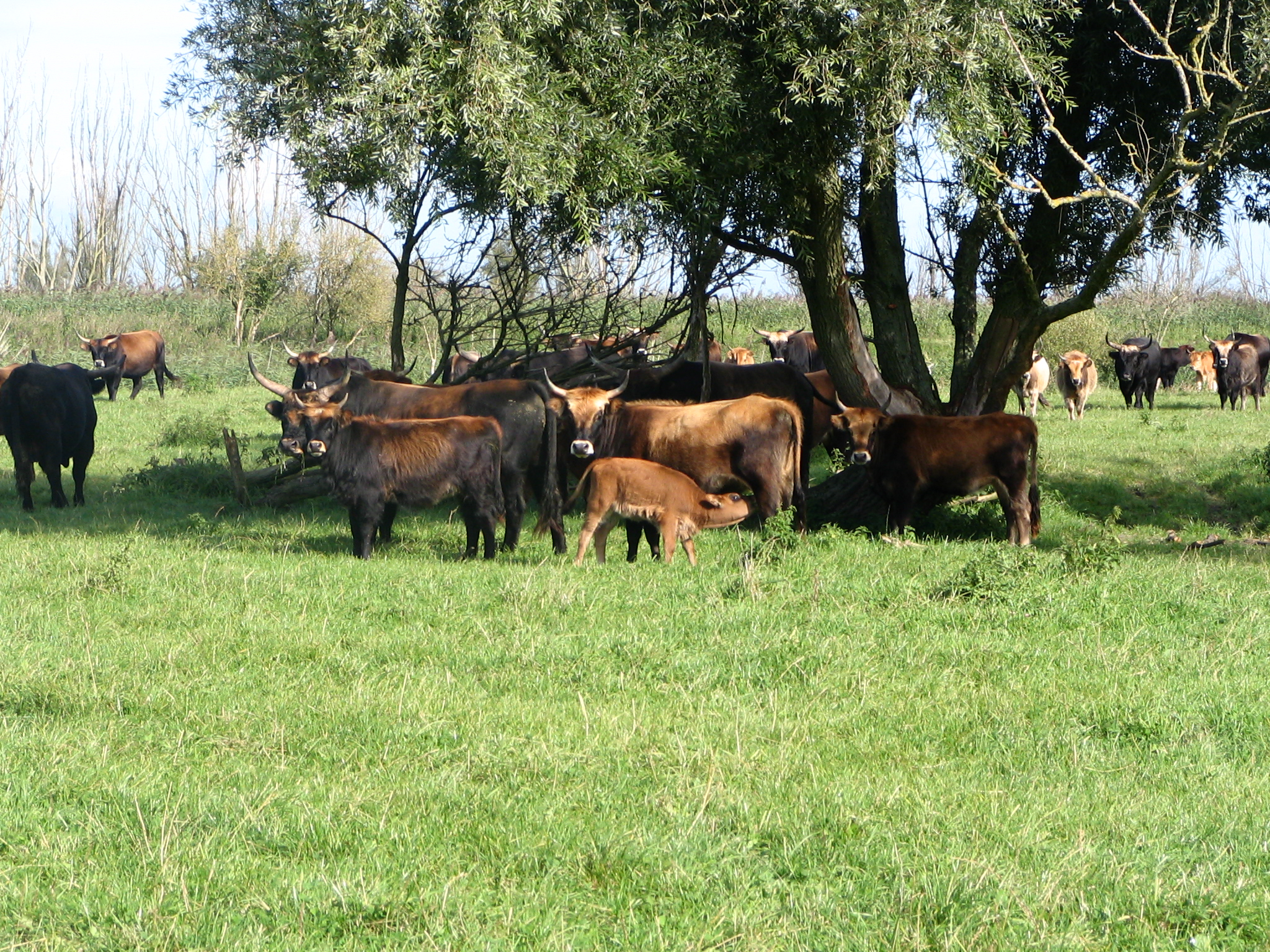
Ganado uro de Heck.
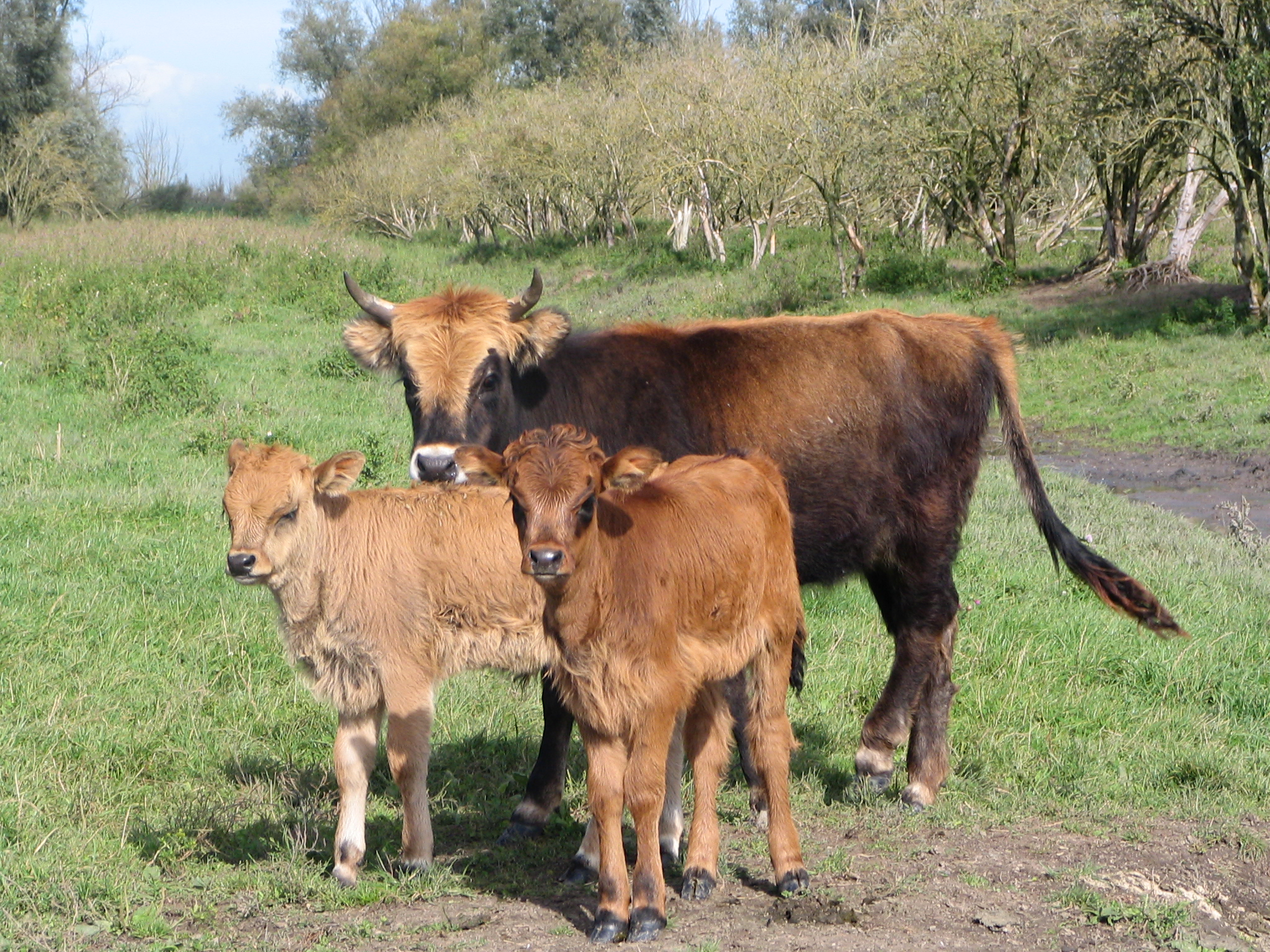
Vaca heck joven con terneros.